# Isoetes mattaponica
Isoetes mattaponica là một loài dương xỉ trong họ Isoetaceae. Loài này được Musselman & W.C. Taylor mô tả khoa học đầu tiên năm 2001.
Danh pháp khoa học của loài này chưa được làm sáng tỏ. 